# 毛利斉房
毛利 斉房（もうり なりふさ）は、江戸時代後期の大名。毛利氏23代当主。長州藩9代藩主。8代藩主・毛利治親の長男。

## 経歴
天明2年（1782年）11月20日、江戸で生まれる。寛政3年（1791年）、父・治親の死去により10歳で跡を継ぐ。寛政7年（1795年）8月、11代将軍・徳川家斉から偏諱を授かって初名の維房（これふさ）から斉房に改名し、叙任する。寛政12年（1800年）からは藩財政再建のために10ヵ年の倹約を行ない、さらに伊能忠敬に周防・長門の測量を行なわせて海防の強化に努めるなどしたが、文化6年（1809年）2月14日に28歳で江戸にて死去した。実子の徳丸が生まれたのは斉房の死後であり、養子となっていた弟の斉熙が跡を継いだ。墓所は萩市椿東の東光寺。

## 系譜
- 父：毛利治親（1754年 - 1791年）
- 母：明善院 - 小泉氏
- 正室：幸子（1782年 - 1852年） - 栄宮、貞操院殿松林如榮大姉、有栖川宮織仁親王娘
- 側室：芳春院（1789年 - 1872年） - 山田氏
  - 男子：徳丸（1809年 - 1814年）[3]
- 養子
  - 男子：毛利斉熙（1784年 - 1836年） - 毛利治親の次男

## 斉房の代の主要家臣
文化元年（1804年）頃の主要な斉房の家臣は下のとおり。
- 家老他
宍戸美濃、毛利勇之進、毛利若狭、毛利帯刀、毛利次郎兵衛、毛利伊賀、益田吉十郎、福原豊前、粟屋帯刀、佐世仁蔵、清水長左衛門、堅田宇右衛門、山内九郎兵衛、児玉遠江、国司市正
- 用人
山田図書、粟屋清蔵、吉田八郎右衛門、田坂昇、粟屋恵次、山県市左衛門、冷泉六郎右衛門
- 側用人
石津環、揚井鎌蔵、三浦内左衛門、福島直衛、久芳安積、山中殿衛、山県左次馬
- 城使
児玉準、簗川六兵衛、粟屋十右衛門

## 偏諱を受けた人物
「房」の字は室町時代の毛利家当主、毛利広房・之房（光房）・熙房（熙元）の3代に亘って使用された字でこれに由来する。
- 毛利房良（勇之進、右田毛利家）
- 毛利房直（吉敷毛利家、房良の実弟）
- 毛利房顕（右田毛利家、房良・房直の実弟）
- 毛利房裕（吉敷毛利家、房直の養孫）
- 毛利房晁（房衆）（厚狭毛利家）
- 毛利房嘉（阿川毛利家、房晁の実弟）
- 毛利房謙（房祀）（吉敷毛利家、房晁・房嘉の実弟で房裕の養子）
- 浦房伴（うら ふさとも、通称:浦木工、浦氏、浦元襄（靱負）の養父）
- 国司房長（毛利元美の後見役）
- 佐佐木房高（尼子氏末裔・佐佐木氏）
- 宍戸房純（宍戸氏一族の者か、次男に佐佐木房高の婿養子となった佐佐木元久、孫に元久の子で浦元襄養子の浦親教がいる）
- 宍道房智（宍道外記、宍道氏）
- 益田房清（吉十郎、須佐領主益田家）
- 福原房純（房俊）（豊前、宇部領主福原家）
- 福原房昌（従兄弟、房純の養子、のちの長州藩第11代藩主毛利斉元）